# Gobierno Regional de O'Higgins
El Gobierno Regional del Libertador General Bernardo O'Higgins es el órgano con personalidad jurídica de derecho público y patrimonio propio, que tiene a su cargo la administración superior de la Región del Libertador General Bernardo O'Higgins, Chile, y cuya finalidad es el desarrollo social, cultural y económico de ésta. Tiene su sede en la capital regional, la ciudad de Rancagua.
Está constituido por el delegado presidencial, el gobernador regional y el consejo regional.

## Delegado Presidencial de la Región de O'Higgins
Sin perjuicio de las facultades que le corresponden al delegado presidencial regional en el gobierno de la Región del Libertador General Bernardo O'Higgins, como representante natural e inmediato del presidente en dicho territorio, a diferencia del intendente regional (1976-2021) no es el órgano ejecutivo del Gobierno Regional de O'Higgins. Sin embargo, así como lo fue el intendente hasta 2021, el delegado es su sucesor parcial y es nombrado por el presidente, manteniéndose en sus funciones mientras cuente con su confianza. 

## Gobernador Regional de O'Higgins
El gobernador regional es electo mediante sufragio directo por un período de 4 años con posibilidad de reelección. Es el sucesor de la figura del intendente regional (1976-2021) solo en cuanto a la presidencia del Consejo Regional y al mismo tiempo, el órgano ejecutivo del Gobierno Regional. Es el jefe superior de los servicios dependientes del Gobierno Regional. No es el jefe de superior de los servicios del gobierno central o nacional presentes en la región, incluyendo a SEREMIS y directores de servicios ministeriales. El actual gobernador es Pablo Silva del Partido Socialista.